# Minilogue
Minilogue ist ein von Marcus Henriksson und Sebastian Mullaert gegründetes schwedisches Musikprojekt, das sich dem Minimal House/Minimal Techno widmet. Der Name entstammt einer Wortkreation aus 'Minimal' (der musikalischen Stilrichtung) und dem englischen 'Dialogue', was auf die Musik als Form der Kommunikation hindeutet.
Außer ihrer Arbeit als Minilogue veröffentlichen die beiden unter dem Namen Son Kite Musik aus dem Bereich Psytrance beziehungsweise Goa.

## Von den Anfängen bis Heute
Sebastian Mullaert und Marcus Henriksson entstammen unterschiedlichen musikalischen Hintergründen. Während Mullaert eine klassische Musikausbildung erfuhr, indem er Orgel-, Klavier- und Violinenunterricht nahm und sich an verschiedenen anderen Instrumenten ausprobierte, fand Henriksson über die Musik von Kraftwerk und The Human League seine wahre Berufung in den Techno-Partys der 1990er. Auf diversen Partys zeigte er sein Talent als DJ und gehörte im südlichen Schweden schnell zu den bekannteren seiner Zunft. Auf einer dieser Partys begegneten sich die beiden und beschlossen, Sebastians musikalische Kenntnisse und Visionen mit Marcus’ DJ-Fähigkeiten und Erfahrungen aus der Musikszene zu kombinieren.
Nach mehrjähriger Erfahrung in verschiedenen gemeinsamen Musikprojekten wie Son Kite und Trimatic, haben die zwei nunmehr ihren ganz persönlichen Sound kreiert.

## Diskografie

### Alben
- 2008: Animals (Doppelalbum: CD + Vinyl)
- 2013: Blomma (Doppelalbum)

### EPs
- 2000: Fågel (12")
- 2000: Husdjur (12")
- 2005: Certa in Things (12")
- 2005: Spam (12")
- 2006: Hitchhikers Choice (12")
- 2006: That’s A Nice Way (12")
- 2006: The Leopard (12")
- 2007: Inca (12")

### Singles
- 2001: The Breeze (12")
- 2002: Deep Motions (12")
- 2002: In A Deeper Motion (12")
- 2002: Pixelized (12")
- 2003: Join The Minikab (12")
- 2003: Leloo (12")
- 2005: Little Sisters (12")
- 2006: Feedback (10")
- 2006: Leopard (12")
- 2006: The Girl From Botany Bay (12")
- 2007: Ahck Remixes (12")
- 2007: Elephant’s Parade / Bird Song (12")
- 2007: Orglar (10", Ltd)
- 2007: Out Of The Curious (12")
- 2007: Seconds Rmx (12")
- 2007: The Leopard Rmx (12")
- 2007: Space (12")
- 2008: Jamaica (12")
- 2012: Endlessness (12")
- 2014: The Island Of If (12")

### Remixe
- 2002: The Aircrash Bureau: Don’t Expect Me
- 2002: Avatar: Drift Away
- 2002: Avatar: Drift Away (Part 2)
- 2003: Greed: I See You
- 2005: Leya: Lucky You
- 2005: Jaïa: Orchestra 2.0
- 2006: Omnimotion: Japan
- 2006: Kritical Audio: Krupp
- 2007: Trentemoller & Buda: Gamma
- 2007: Jack Rock: Polyfemos
- 2007: Each: Sunrise

### Inoffizielle Veröffentlichungen
- 2005: Massive Attack: Teardrop (12")